# El día de la suerte
El día de la suerte  es una comedia costumbrista colombiana producida por RCN Televisión en 2013. Esta protagonizada por Ramiro Meneses, María Elena Alvarado y Mauricio Mejía junto a Margarita Ortega, Kimberly Reyes y  Ramsés Ramos, con la participación antagónica de Aída Morales, Ana Soler, Jennifer Steffens, Fabio Rubiano, Luigi Aycardi, Catalina Londoño, Mauricio Cújar, Daniela Tapia, Andrés Salazar, María Cristina Pimiento y Mónica Layton, respaldados por un elenco de actrices y actores reconocidos en este país.

## Sinopsis
Ni todo el dinero del mundo le sirve a Midas Clemente para salvar la vida de su esposa Claret, quien antes morir le pide a su marido que reparta generosamente su inmensa fortuna entre los pobres, hecho que cambiará para siempre la vida de nuestros tres protagonistas: Gladys, una peluquera barranquillera despreciada por su esposo y atacada por su suegra, quien la considera la peor desgracia de su familia; Domingo, un humilde e ingenuo lustra botas de Bogotá, que ama a su familia y carga con la responsabilidad de la manutención de sus numerosos parientes; y Leonelo, taxista de Medellín para quien la vida ha sido una cadena de infortunios. Tres historias, tres regiones que se unirán gracias a Midas, cuando la vida les enseñe que el dinero no compra la felicidad.

### Personajes
Con la moraleja ‘el dinero no compra la felicidad’, ‘El día de la suerte’ se desarrolla en tres universos diferentes para contar la historia de Domingo, un lustra botas bogotano, quien tiene en la familia a su mayor riqueza; Leonelo, un taxista paisa que se autodenomina ‘el más de malas’; y Gladys, una estilista barranquillera que lucha para soportar la infidelidad de su esposo y el rechazo de su suegra. Tres historias que se cruzarán gracias a Midas Clemente, dueño de la lotería más importante del país, quien a través de ésta, entregará su fortuna a estos tres pobres mortales para cambiarles la vida.

## Elenco

### Cachacos
- Ramiro Meneses - Domingo Pérez / Reinaldo Pérez
- Margarita Ortega - Luisa Manzano
- Aída Morales - Martha Paternina de Pérez
- Margalida Castro - Justina Pastora Pérez
- Luis Fernando Orozco - Edilberto Paternina
- Nórida Rodríguez - Perla Ruiz
- Samantha Rocha - Lucero "Lulú" Pérez
- Sara Pinzón - Princesa Pérez Paternina
- Gonzalo Vivanco - Juan Ángel
- Adriana Ricardo - "La Toti"
- José Manuel Ospina - Jairo García
- Santiago Bejarano - Dr. De las Casas
- Jairo Ordóñez - "Chucha"
- Luis Carlos Fuquen - "Caspa"
- María Claudia Torres Rebolledo - "Chencha"
- Tania Robledo
- Endry Cardeño

### Costeños
- María Elena Alvarado - Gladys Moreno
- Ramsés Ramos - Nelson Moreno / Nahomi Brown
- Mauricio Cújar - Ómar "El Ñato" Romero
- Luigi Aycardi - Diego Mondarelli
- Catalina Londoño - Miranda
- Jennifer Steffens - Magaly Vda. de Romero
- Indhira Serrano - Yulis
- Daniela Tapias - Yalile Yalilé
- Yaneth Waldman - Cristina
- Yuldor Gutiérrez - Sargento Biloya
- Omeris Arrieta - Grasiela Botero
- Amparo Mancilla - Marisela Botero
- José Lombana - Junior Romero Moreno
- Valeria Duarte - Felina Romero Moreno
- Pedro Palacio - Beto
- Bárbara Perea - Cassandra
- Orlando Lamboglia - Ricardo "Cucayo" Moreno

### Paisas
- Mauricio Mejía - Leonelo Antonio "Leo" Álvarez Escobar
- Kimberly Reyes - Sofía Medina Dávila
- Andrés Salazar - Elías
- María Cristina Pimiento - Catalina
- Patricia Maldonado - Jesusa Escobar
- Bruno Díaz - Medardo Álvarez
- Carlos Fernández - "El Perro"
- Aldemar Correa - Edwin
- Ana Soler - Marina Dávila de Medina
- Alcira Gil - Esther Tulia Vda. de Cadavid
- Fabio Rubiano - Octavio Pombo
- Javier Delgiudice - Roberto Medina
- Lorena Meritano - Raquel de Pombo
- Mónica Layton - Nancy
- Catherine Mira - Claudia Álvarez Escobar

### Actuación Especial
- Gustavo Angarita - Midas Clemente
- Judy Henríquez - Claret Solano de Clemente
- Julio Medina - Gonzalo Dávila
- Guillermo Ortega Delgado - Muchacho de entregas
- Milena Ribero - Claret (Joven)

## Audiencia
La serie se estrenó el Lunes 12 de agosto de 2013 con un índice de audiencia de aceptable, ocupando el 4.º lugar con un índice de 9.8 contra su enfrentado Desafío 2013: África, el origen el cual ocupó el 2.º lugar con un índice de 13.5 de índice de audiencia. fue cancelada en el 2014 por su baja audiencia

## Ficha técnica
- Gerente de producción: Alessandro Bassile
- Director general: Mario Rivero
- Directores: Álvaro Cortez, Mauricio Martínez y Miguel Ángel Baquero
- Libretistas y productores generales: Miguel Ángel Baquero y Eloisa Infante
- Productora ejecutiva: Consuelo Santamaría
- Jefe de Producción: Amanda Neme
- Director de arte: Julián Ortiz
- Diseño de maquillaje: Rocío López
- Diseño de vestuario: Gerson Parra
- Diseño de fotografía: Alirio Farfán, Juan Carlos Rodríguez
- Edición conceptual: Paola Mejía
- Música original: Nicolás Uribe, Oliver Camargo, José Carlos María